# Harungana
Harungana é um género botânico pertencente à família Hypericaceae.
Plantas encontradas na África tropical ( incluindo Madagascar ) e  Mauricia.

## Espécies
Formado por 6 espécies:
| - Harungana crenata - Harungana lebruniana - Harungana madagascariensis | - Harungana montana - Harungana pubescens - Harungana robynsii |

## Nome e referências
Harungana Lam.